# Каннський кінофестиваль 2017
70-й Каннський міжнародний кінофестиваль проходив з 17 по 28 травня 2017 року в Каннах, Франція. Головою журі основного конкурсу фестивалю було обрано іспанського кінорежисера та сценариста Педро Альмодовара, ведучою церемоній відкриття та закриття фестивалю — італійську акторку Моніку Беллуччі.
У конкурсі було представлено 19 повнометражних фільмів та 9 короткометражок. Фестиваль було відкрито показом стрічки Привиди Ісмаеля французького режисера Арно Деплешена. Золоту пальмову гілку отримав фільм режисера Рубена Естлунда Квадрат, нічним показом якого було також закрито цьогорічний кінофестиваль .

## Перебіг фестивалю
Реєстрація фільмів для участі в програмах кінофестивалю тривала до 10 березня 2017 року. Оголошення результатів офіційного відбору фільмів-учасників відбулося на прес-конференції 13 квітня 2017 року.
31 січня 2017 року було повідомлено про обрання головою міжнародного журі конкурсної програми фестивалю іспанського кінорежисера Педро Альмодовара. Раніше, у 1992 році, він уже входив до складу журі 45-го Каннського кінофестивалю, очолюваного Жераром Депардьє.
6 лютого 2017-го було анонсовано, що на фестивалі цього року німецький кінорежисер Вернер Герцог буде відзначений нагородою Золота карета (фр. Carrosse d'Or) за його кар'єру в кінематографі, перейнявши естафету від фінського кінорежисера Акі Каурісмякі.
20 березня 2017 року було повідомлено, що ведучою церемоній відкриття та закриття кінофестивалю обрана італійська кіноакторка Моніка Беллуччі. Вона вже виступала у цій ролі на 56-му кінофестивалі в 2003 році, та була членом журі офіційного конкурсу на Каннському кінофестивалі 2006 року, що проходив під головуванням Вонга Карвая.
29 березня 2017 було представлено офіційний постер 70-го ювілейного Каннського кінофестивалю з зображення італійської акторки Клаудії Кардінале на основі фото 1959 року. На кінофестивалі 1993 року акторка була членом міжнародного журі, очолюваного Луї Малем.
13 квітня 2017 року відбулася прес-конференція за участі генерального директора Каннського кінофестивалю Тьєррі Фремо і президента кінофоруму П'єра Лескюра, в рамках якої вони повідомили програму цьогорічного фестивалю, до якої окрім інших увійшов фільм українського режисера Сергія Лозниці «Лагідна».
25 квітня 2017 року був оголошений склад журі основного конкурсу фестивалю. Окрім Педро Альмодовара, який очолює журі, на кіноогляд запросили ще 8-х знаменитостей — чотирьох жінок і чорьох чоловіків . Двоє з них, німецька режисерка Марен Аде і південнокорейський постановник Пак Чхан Ук, вже представляли свої робо на фестивалі 2016 року. Журі, кожен член якого має однакове право голосу, після обговорення фільмів основного конкурсу складе список лауреатів і назве переможця, якому буде вручена головна нагорода фестивалю — «Золота пальмова гілка». Переможці були оголошені на церемонії закриття в неділю 28 травня 2017 року.

### Україна на фестивалі
У програму секції Двотижневик режисерів увійшла драма про війну, яка триває на сході України, литовського режисера Шарунаса Бартаса «Іній», що створювалася у копродукції кінокомпаній України, Литви, Франції та Польщі.
На фестивалі в Каннах цього року Україна під гаслом #UkraineIsYourDestination («Україна — твоє призначення») вдесяте була представлена власним павільйоном на професійному майданчику фестивалю кіноринку Marche du Film, який проходив з 17 по 26 травня. Організаторами заходу виступили Київський міжнародний кінофестиваль «Молодість», Українська кіноасоціація, Асоціація кіноіндустрії України, Асоціація продюсерів України та Всеукраїнський благодійний фонд Ігоря Янковського «Ініціатива заради майбутнього», Державне агентство України з питань кіно. На українському павільйоні було презентовано готові вітчизняні фільми, проекти на різних стадіях виробництва та сервісну базу. На кіноринку було продемонстровано короткометражні робо шести молодих режисерів, серед яких ігрова стрічка «Цвях» Філіппа Сотніченка, повнометражний дебютний фільм Аркадія Непиталюка «Припутні» та документальний фільм «Панорама» Юрія Шилова. Також в рамках Каннського кіноринку було презентовано проект містичної стрічки Любомира Левицького «Егрегор», зйомки якої розпочалися в березні 2017 року..
FILM.UA Distribution на власному стенді Riviera J13 представляла на великому екрані повнометражні проекти — фентезі «Сторожова застава» виробництва Kinorob, анімаційні фільми — у виробництві «Викрадена принцеса» (Анімаград) та девелопменті «Мавка. Лісова пісня» (Анімаград), історичну драму «Захар Беркут» (Kinorob) за однойменною повістю Івана Франка. Проекти Film.UA, Kinorob і Анімаград також були представлені в національному павільйоні International Village, організованому спільними зусиллями ключових гравців кіноринку України. В рамках роботи стенда був проведений ряд заходів з популяризації України на міжнародній арені.

## Журі

### Головний конкурс
| Голова журі                       | Члени журі |
| --------------------------------- | --- |
| Педро Альмодовар режисер, Іспанія | Марен Аде, режисерка, Фань Бінбін, акторка, Аньєс Жауї, сценаристка, режисерка, Пак Чхан Ук, режисер, сценарист, Вілл Сміт, актор, Паоло Соррентіно, режисер, сценарист, Джессіка Честейн акторка, Габрієль Яред, композитор, музикант, |

### Особливий погляд
- Голова журі: Ума Турман[20], акторка,  США
- Реда Катеб, актор,  Франція
- Мохамед Діаб, кінорежисер,  Єгипет
- Жоакім Лафосс, кінорежисер,  Бельгія
- Карел Оч, артдиректор Карловарського МКФ,  Чехія

### Сінефондасьйон та короткометражні фільми
- Голова журі: Крістіан Мунджіу[21], кінорежисер,  Румунія
- Баррі Дженкінс, кінорежисер,  США
- Клотильда Ем, акторка,  Франція
- Ерік Ху, кінорежисер,  Сінгапур
- Афіна Рахель Цангарі, кінорежисер,  Греція

### Золота камера
- Голова журі: Сандрін Кіберлен[20], акторка,  Франція
- Патрік Блосьє, кінооператор,  Франція
- Елоді Буше, акторка,  Франція
- Гійом Брак, кінорежисер,  Франція
- Тібо Картеро, президент M141 Productions,  Франція
- Фаб'єн Геффі, кінокритик,  Франція
- Мішель Меркт, кінопродюсер,  Швейцарія

### Міжнародний тиждень критиків
- Голова журі: Клебер Мендонса Фільо[22], кінорежисер,  Бразилія
- Діана Бустаманте Ескобар, кінопродюсер та артдиректор FICCI,  Колумбія
- Ерік Кон, кінокритик,  США
- Ханія Мрує, режисер Metropolis Cinema,  Ліван
- Нільс Шнайдер, актор,  Франція- Канада

### Золоте око
- Голова журі: Сандрін Боннер[23], акторка,  Франція
- Люсі Вокер, кінорежисер,  Велика Британія
- Лоренцо Коделлі, кінокритик,  Італія
- Дрор Морех, кінорежисер,  Ізраїль
- Том Пауерс, програмний та фестивальний директор,  США

### Queer Palm
- Голова журі: Тревіс Метьюс[24], кінорежисер,  США
- Яр Гочнер, кінорежисер,  Ізраїль
- Паз Лазаро, кінопрограміст,  Іспанія
- Лідія Лебер Теркі, кінорежисер,  Франція
- Дідьє Рот-Беттоні, журналіст та історик кіно,  Франція

## Офіційна програма фестивалю
Позначки
| * | Режисерський дебют, що претендує на Золоту камеру        |
| ‡ | Претенденти на Queer Palm                                |
| ✪ | Документальні; претенденти на Золоте око                 |
| ★ | Фільм-переможець, володар головної премії у своїй секції |

### Основний конкурс
Наступні фільми були відібрані для участі в конкурсній програмі у змаганні за Золоту пальмову гілку.

#### Повнометражні фільм
| Фільм                     | Назва мовою оригіналу        | Режисер                 | Країна                                     |
| ------------------------- | ---------------------------- | ----------------------- | ------------------------------------------ |
| 120 ударів на хвилину **  | 120 Battements par Minute    | Робен Кампійо           | Франція                                    |
| Гарні часи                | Good Time                    | Бен Сефді, Джошуа Сефді | США                                        |
| Історії сім'ї Мейровіц    | The Meyrowitz Stories        | Ной Баумбах             | США                                        |
| ★ Квадрат                 | The Square                   | Рубен Естлунд           | Швеція Данія Велика Британія Франція       |
| Лагідна                   | Кроткая                      | Сергій Лозниця          | Франція Україна Німеччина Нідерланди Литва |
| Місяць Юпітера            | Jupiter holdja               | Корнель Мундруцо        | Угорщина Німеччина                         |
| Молодий Годар             | Redoutable                   | Мішель Азанавічус       | Франція                                    |
| На межі                   | Aus dem Nichts               | Фатіх Акін              | Німеччина Франція                          |
| Наступного дня            | 그 후 / Geu-hu               | Хон Сан Су              | Південна Корея                             |
| Нелюбов                   | Нелюбовь                     | Андрій Звягінцев        | Росія Франція Бельгія Німеччина            |
| Обдурений                 | The Beguiled                 | Софія Коппола           | США                                        |
| Окча                      | 옥자 / Okja                  | Пон Джун Хо             | Південна Корея США                         |
| Подвійний коханець        | L'amant double               | Франсуа Озон            | Франція Бельгія                            |
| Роден                     | Roden                        | Жак Дуайон              | Франція Бельгія                            |
| Світ, повний чудес        | Wonderstruck                 | Тодд Гейнс              | США                                        |
| Сяйво                     | 光 / Hikari                  | Наомі Кавасе            | Японія Франція                             |
| Тебе ніколи тут не було   | You Were Never Really Here   | Лінн Ремсі              | Велика Британія Франція                    |
| Убивство священного оленя | The Killing of a Sacred Deer | Йоргос Лантімос         | Велика Британія Ірландія США               |
| Хепі-енд                  | Happy End                    | Міхаель Ганеке          | Франція Німеччина Австрія                  |

### Особливий погляд
Програму секції «Особливий погляд» було анонсовано 13 квітня 2017 року. Фільм Матьє Амальріка «Барбара» було оголошено фільмом відкриття секції.
| Фільм                     | Назва мовою оригіналу                    | Режисер                        | Країна                                        |
| ------------------------- | ---------------------------------------- | ------------------------------ | --------------------------------------------- |
| Барбара (фільм відкриття) | Barbara                                  | Матьє Амальрік                 | Франція                                       |
| Вестерн                   | Western                                  | Валеска Грісбах                | Німеччина Австрія Болгарія                    |
| Вітряна ріка *            | Wind River                               | Тейлор Шерідан                 | США Велика Британія Канада                    |
| Геть *                    | Out                                      | Дьєрдь Крістоф                 | Словаччина США                                |
| Доньки Абріль             | Las hijas de Abril                       | Мішель Франко                  | Мексика                                       |
| Красуня і собаки          | على كف عفريت / Aala kaf ifrit            | Кафер Бен Аніа                 | Франція Туніс Швеція Норвегія Ліван Швейцарія |
| Майстерня †               | L'Atelier                                | Лоран Канте                    | Франція                                       |
| Молода жінка *            | Jeune Femme                              | Леонор Серрай                  | Франція Бельгія                               |
| Напрями                   | Посоки                                   | Стефан Командарев              | Болгарія Німеччина                            |
| Наречена пустелі *        | La novia el desierto                     | Сесілія Атан та Валерія Півато | Аргентина Чилі                                |
| Перед тим, як ми зникнемо | 散歩する侵略者 / Sanpo suru shinryakusha | Кійосі Куросава                | Японія                                        |
| Після війни *             | Après la guerre                          | Аннаріта Замбрано              | Франція                                       |
| ★ Непідкупний             | لِرد / Lerd                               | Мохаммад Расулоф               | Іран                                          |
| Коли повернуться птахи *  | En Attendant les hirondelles             | Карім Муссаві                  | Франція                                       |
| Проходячи повз майбутнє   | 路過未來 / Lùguò wèilái                  | Лі Руйджун                     | КНР                                           |
| Саміт                     | La Cordillera                            | Сантьяго Мітре                 | Аргентина Франція Іспанія                     |
| Тіснота *                 | Теснота                                  | Кантемір Балагов               | Росія                                         |
| Фортуната                 | Fortunata                                | Серджіо Кастеллітто            | Італія                                        |

† — Фільми відкриття секції

### Фільми позаконкурсної програми
Наступні фільми були відібрані для участі в позаконкурсній програмі:
| Фільм                                   | Назва мовою оригіналу           | Режисер              | Країна              |
| --------------------------------------- | ------------------------------- | -------------------- | ------------------- |
| Клинок Безсмертного                     | 無限の住人 / Mugen no jūnin     | Такаші Міїке         | Японія              |
| Обличчя, села ✪                         | Visages, Villages               | Аньєс Варда, JR      | Франція             |
| Привиди Ісмаеля (фільм відкриття)       | Ismael's Ghosts                 | Арно Деплешен        | Франція             |
| Як розмовляти з дівчатами на вечірках ‡ | How to Talk to Girls at Parties | Джон Кемерон Мітчелл | Велика Британія США |
| Засновано на реальних подіях            | D'après une histoire vraie      | Роман Полянський     | Франція Бельгія     |

Опівнічні покази
| Фільм            | Назва мовою оригіналу | Режисер          | Країна                  |
| ---------------- | --------------------- | ---------------- | ----------------------- |
| Злодійка         | 불한당 / Ak-nyeo      | Чхве Бен Гіль    | Південна Корея          |
| Досвітня молитва | Prayer Before Dawn    | Жан-Стефан Совер | Франція Велика Британія |
| Нещадний         | 악녀 / Agnyeo         | Пен Сон Хен      | Південна Корея          |

Спеціальні покази
| Фільм                         | Назва мовою оригіналу                 | Режисер                      | Країна                 |
| ----------------------------- | ------------------------------------- | ---------------------------- | ---------------------- |
| 12 днів ✪                     | 12 Jours                              | Раймон Депардон              | Франція                |
| Вони * ‡                      | They                                  | Анагіта Газвінізадех         | США Данія Катар        |
| Демони в раю * ✪              | Demons in Paradise                    | Джуд Ратманн                 | Франція Шрі-Ланка      |
| Земля обітована ✪             | Promised Land                         | Юджин Джарекі                | США                    |
| Зомбіленіум (сеанс для дітей) | Zombillénium                          | Артур де Пінс, Алексіс Дюкор | Франція Бельгія        |
| Камера Клер                   | 클레어의 카메라 / La Caméra de Claire | Хон Сан Су                   | Південна Корея Франція |
| Ділянка 35 ✪                  | Plot 35                               | Ерік Каравака                | Франція Німеччина      |
| Море суму ✪                   | Sea Sorrow                            | Ванесса Редгрейв             | США                    |
| Напалм ✪                      | Napalm                                | Клод Ланзман                 | Франція                |
| Наші божевільні роки ‡        | Nos années folles                     | Андре Тешіне                 | Франція                |
| Незручний сиквел ✪            | An Inconvenient Sequel                | Бонні Коен, Джон Шенк        | Франція                |
| Поважний В. ✪                 | The Venerable W.                      | Барбет Шредер                | Франція Швейцарія      |

Віртуальна реальність
| Фільм                         | Назва мовою оригіналу | Режисер                      | Країна |
| ----------------------------- | --------------------- | ---------------------------- | ------ |
| М'ясо і пісок (VR-інсталяція) | Carne y arena         | Алехандро Гонсалес Іньярріту | США    |

Покази до 70-річного ювілею фестивалю
| Фільм                                 | Назва мовою оригіналу       | Режисер                       | Країна                                      |
| ------------------------------------- | --------------------------- | ----------------------------- | ------------------------------------------- |
| 24 кадри                              | 24 Frames                   | Аббас Кіаростамі              | Іран                                        |
| Вершина озера: Китаянка (2 сезон)     | Top of the Lake: China Girl | Джейн Кемпіон, Арієль Клейман | Велика Британія Австралія Нова Зеландія США |
| Приходьте плавати (к/м)               | Come Swim                   | Крістен Стюарт                | США                                         |
| Твін Пікс (2 перші серії 3-го сезону) | Twin Peaks                  | Девід Лінч                    | США                                         |

### Короткометражні фільми
Програма конкурсу короткометражних фільмів була анонсована 12 квітня 2017 року. Відбірковий комітет отримав на розгляд 4 843 короткометражні стрічки, що на 165 найменувань менше, ніж у 2016 році. З них до програми відібрано 9 фільмів (8 ігрових і 1 — анімаційний), з Фінляндії, Франції, Великої Британії, Данії, Греції, Ірану, США, Польщі, Китаю, Колумбії та Швеції. Усі вони є претендентами на «Золоту пальмову гілку» за найкращий короткометражний фільм.

### Сінефондасьйон
Програма «Сінефондасьйон» була анонсована 12 квітня 2017 року. Відбірковий комітет програми вибрав 16 фільмів (14 ігрових та 4 анімаційних) з 2 600 робіт (на 300 більше, ніж 2016 року), представлених на розгляд цього року від кіношкіл зі всього світу. Представлено 14 країн з трьох континентів. Чори фільми — від шкіл, що вперше беруть участь в програмі фестивалю.

## Паралельні секції

### Міжнародний тиждень критиків
Програму «Міжнародного тижня критиків» було анонсовано 21 квітня 2017 року на офіційному вебсайті секції. Сицилійську історію привидів режисерів Фабіо Грассадонії та Антоніо П'яцци обрано фільмом відкриття секції, та Ведмідь із Бріґсбі Дейва Маккері — фільмом закриття. У конкурсі беруть участь художні фільми (вперше в історії секції), анімаційні та документальні кінороботи.
Художні фільми
| Фільм           | Назва мовою оригіналу | Режисер                  | Країна                  |
| --------------- | --------------------- | ------------------------ | ----------------------- |
| Ава *           | Ava                   | Леа Місіус               | Франція                 |
| Габрієль і гора | Gabriel e a montanha  | Фелліпе Гамарано Барбоза | Бразилія Франція        |
| ★ Макала ✪      | Makala                | Еммануель Гра            | Франція                 |
| О, Люсі! *      | Oh Lucy!              | Ацуко Хіраянагі          | Японія США              |
| Сім'я *         | La familia            | Густаво Рондон Кордова   | Венесуела Чилі Норвегія |
| Собаки          | Los perros            | Марсела Саїд             | Чилі Франція            |
| Табу Тегерана * | Tehran Taboo          | Алі Сузандех             | Німеччина Австрія       |

Спеціальні покази
| Фільм                                          | Назва мовою оригіналу    | Режисер                           | Країна             |
| ---------------------------------------------- | ------------------------ | --------------------------------- | ------------------ |
| Ведмідь із Бріґсбі * (фільм закриття)          | Brigsby Bear             | Дейв Маккері                      | США                |
| Дрібний фермер *                               | Petit Paysan             | Юбер Шаруель                      | Франція            |
| Насильницьке життя                             | Une vie violente         | Тьєррі де Перетті                 | Франція            |
| Острови                                        | Les Îles                 | Янн Гонзалез                      | Франція            |
| Поганий кролик                                 | Coelho Mau               | Карлос Консеікао                  | Португалія Франція |
| Різанина після школи                           | After School Knife Fight | Каролін Поджі, Жонатан Вінель     | Франція            |
| Сицилійська історія привидів (фільм відкриття) | Sicilian Ghost Story     | Фабіо Грассадонія, Антоніо П'яцца | Італія             |

Короткометражні фільми
| Фільм                         | Назва мовою оригіналу                      | Режисер                 | Країна                    |
| ----------------------------- | ------------------------------------------ | ----------------------- | ------------------------- |
| Діти від'їжджають на світанку | Les Enfants partent à l’aube               | Манон Куб'я             | Франція                   |
| Ела: Ескізи на прощання       | Ela — Szkice na Pozegnanie                 | Олівер Адам Кузіо       | Німеччина                 |
| Мебіус                        | Möbius                                     | Сем Кун                 | США Канада                |
| Найкрасивіші феєрверки завжди | Najpiękniejsze fajerwerki ever             | Александра Терпінська   | Польща                    |
| Обличчя                       | Le Visage                                  | Сальваторе Ліста        | Франція                   |
| ★ Позбавлений спадщини ✪      | Los desheredados                           | Лаура Феррес            | Іспанія                   |
| Сельва                        | Selva                                      | Софія Куірос Убеда      | Коста-Рика Аргентина Чилі |
| Справжні Боги вимагають крові | Real Gods Require Blood                    | Мойн Хуссейн            | Велика Британія           |
| Тесла: Світ світла            | Tesla: lumière mondiale                    | Метью Ренкін            | Канада                    |
|                               | Jodilerks Dela Cruz, Employee of the Month | Карло Франсіско Манатад | Філіппіни Сінгапур        |

### Двотижневик режисерів
Програму Двотижневика режисерів було анонсовано 20 квітня 2017 року на офіційному вебсайті секції. Всього заявлено 19 повнометражних фільмів і десять короткометражок. Нехай світить сонце режисерки Клер Дені було обрано фільмом відкриття секції; закриття програми секції відбудеться показом стрічки Патті Кейкс Джеремі Джаспера.
Художні фільми
| Фільм                                                       | Назва мовою оригіналу                            | Режисер(и)                    | Країна                       |
| ----------------------------------------------------------- | ------------------------------------------------ | ----------------------------- | ---------------------------- |
| Бушвік                                                      | Bushwick                                         | Кері Мерніон, Джонатан Мілотт | США                          |
| Жаннетт: Дитинство Жанни д'Арк                              | Jeannette, l'enfance de Jeanne d'Arc             | Брюно Дюмон                   | Франція                      |
| Живий у Франції ✪                                           | Alive in France                                  | Абель Феррара                 | Франція                      |
| Захист дракона *                                            | La Defensa del Dragón                            | Наталія Санта                 | Колумбія                     |
| Зловмисниця                                                 | L'Intrusa                                        | Леонардо Ді Констанзо         | Італія Франція Швейцарія     |
| Іній                                                        | Frost                                            | Шарунас Бартас                | Литва Франція Польща Україна |
| Коханець на день                                            | L'Amant d'un jour                                | Філіпп Гаррель                | Франція                      |
| Марліна, вбивця в чотирьох актах ‡                          | Marlina Si Pembunuh Dalam Empat Babak            | Мулі Сурія                    | Індонезія                    |
| Мобільні будинки                                            | Mobile Homes                                     | Владимир де Фонтене           | Канада Франція               |
| На заході річки Йордан: Повернення до польового щоденника ✪ | West of the Jordan River (Field Diary Revisited) | Амос Гітай                    | Ізраїль                      |
| ★ Наїзник                                                   | The Rider                                        | Хлоя Чжао                     | США                          |
| Нехай світить сонце (фільм відкриття)                       | Un Beau Soleil Intérieur                         | Клер Дені                     | Франція                      |
| Ніщовуд * ‡ ✪                                               | Nothingwood                                      | Соня Кронлунд                 | Франція Німеччина            |
| Патті Кейкс * (фільм закриття)                              | Patti Cake$                                      | Джеремі Джаспер               | США                          |
| Проект «Флорида»                                            | The Florida Project                              | Шон Бейкер                    | США                          |
| Проясни сумніви                                             | Ôtez-moi d'un Doute                              | Карін Тардьє                  | Франція Бельгія              |
| Чамбра                                                      | A Ciambra                                        | Йонас Карпіньяно              | Італія Франція Німеччина     |
| Чисті серця *                                               | Cuori Puri                                       | Роберто Де Паоліс             | Італія                       |
| Я не відьма *                                               | I Am Not a Witch                                 | Рунгано Ніоні                 | Велика Британія Франція      |

Спеціальні покази
| Фільм          | Назва мовою оригіналу | Режисер(и)  | Країна     |
| -------------- | --------------------- | ----------- | ---------- |
| Фабрика нічого | A Fábrica de Nada     | Педро Піньо | Португалія |

Короткометражні фільми
| Фільм                   | Назва мовою оригіналу | Режисер(и)                          | Країна     |
| ----------------------- | --------------------- | ----------------------------------- | ---------- |
| Вишня                   | Trešnje               | Дубравка Турич                      | Хорватія   |
| Копа-Лока               | Copa-Loca             | Крістос Массалас                    | Греція     |
| М'яка вода              | Água Mole             | Лаура Гонкалвес, Александра Рамірес | Португалія |
| Нада                    | Nada                  | Габріель Мартінс                    | Бразилія   |
| ★ Повернення до Генуї ✪ | Retour à Genoa City   | Бенуа Грімаль                       | Франція    |
| Рот                     | La Bouche             | Каміло Рестрепо                     | Франція    |
| Тіхуанські вигадки      | Tijuana Tales         | Жан-Шарль Ю                         | Франція    |
|                         | Creme de Menthe       | Філіпп Давид Гані, Жан-Марк Е. Ройю | Канада     |
|                         | Farpões, Baldios      | Марта Матеуш                        | Португалія |
|                         | Min Börda             | Нікі Ліндрот фон Бар                | Швеція     |

### Класика Канн
Повний список фільмів для програми Класика Канн було анонсовано 3 травня 2017.
Реставрації
| Фільм                         | Рік  | Назва мовою оригіналу           | Режисер(и)                 | Країна                      |
| ----------------------------- | ---- | ------------------------------- | -------------------------- | --------------------------- |
| Аталанта                      | 1934 | L'Atalante                      | Жан Віго                   | Франція                     |
| Бабату, три підказки          | 1976 | Babatou, les trois conseils     | Жан Руш                    | Нігер Франція               |
| Битва на рейках               | 1946 | La Bataille du rail             | Рене Клеман                | Франція                     |
| Блокада                       | 1969 | Matzor                          | Джильберто Тофано          | Ізраїль                     |
| Весь цей джаз                 | 1979 | All That Jazz                   | Боб Фосс                   | США                         |
| Гарпія (к/м, анім.)           | 1979 | Harpya                          | Рауль Серве                | Бельгія                     |
| Денна красуня                 | 1967 | Belle de jour                   | Луїс Бунюель               | Франція Італія              |
| Дзеркало Голландії            | 1950 | Spiegel van Holland             | Берт Ганстра               | Нідерланди                  |
| Дорога                        | 1982 | Yol                             | Їлмаз Ґюней                | Туреччина Швейцарія Франція |
| Імперія почуттів              | 1976 | 愛のコリーダ / Ai no korīda     | Наґіса Ошіма               | Японія Франція              |
| Інтерв'ю (к/м)                | 1998 | L'Interview                     | Ксав'є Джаннолі            | Франція                     |
| Карусель                      | 1955 | Körhinta                        | Золтан Фабрі               | Угорщина                    |
| Коли весь день зіпсований     | 1999 | When the Day Breaks             | Венді Тілбі, Аманда Форбіс | Канада                      |
| Куди?                         | 1957 | إلى أين / Ila ayn               | Жорж Нассер                | Ліван                       |
| Легенда про Нараяму           | 1983 | 楢山節考 / Narayama bushikō     | Сьохей Імамура             | Японія                      |
| Люсія                         | 1968 | Lucía                           | Умберто Солас              | Куба                        |
| Людина із заліза              | 1981 | Człowiek z żelaza               | Анджей Вайда               | Польща                      |
| Мадам де...                   | 1953 | Madame de…                      | Макс Офюльс                | Франція Італія              |
| О, сонце                      | 1970 | Soleil O                        | Мед Гондо                  | Франція Мавританія          |
| Па-де-де                      | 1968 | Pas de deux                     | Норман Макларен            | Канада                      |
| Папарацці                     | 1964 | Paparazzi                       | Жак Розьє                  | Франція                     |
| Плата за страх                | 1953 | Le Salaire de la peur           | Анрі-Жорж Клузо            | Франція Італія              |
| Рідний син                    | 1951 | Native Son                      | П'єр Шеналь                | Аргентина США               |
| Сена зустрічає Париж          | 1957 | La Seine a rencontré Paris      | Йоріс Івенс                | Франція                     |
| Сонце в листі айвового дерева | 1992 | El sol del membrillo            | Віктор Ерісе               | Іспанія                     |
| Скупники пір'я                | 1967 | Skupljači perja                 | Олександр Петрович         | Югославія                   |
| Там, де тече річка            | 1992 | A River Runs Through It         | Роберт Редфорд             | США                         |
| Урок дисципліни — Шкірка      | 1986 | An Exercise in Discipline: Peel | Джейн Кемпіон              | Австралія                   |
| Фотозбільшення                | 1966 | Blowup                          | Мікеланджело Антоніоні     | Велика Британія Італія США  |

Документальні
| Фільм                               | Назва мовою оригіналу                   | Режисер(и)                               | Країна                      |
| ----------------------------------- | --------------------------------------- | ---------------------------------------- | --------------------------- |
| Бельгійська історія Канн ✪          | La belge histoire du Festival de Cannes | Анрі де Герлаш                           | Бельгія                     |
| Давид Стреттон: Кінематичне життя ✪ | David Stratton: A Cinematic Life        | Селлі Айткен                             | Австралія                   |
| Жан Дюше, неспокійна дитина ✪       | Jean Douchet, l'enfant agité            | Фаб'єн Ажеже, Гійом Намюр, Вінсент Ассер | Франція                     |
| Кінопрацівник ✪                     | Filmworker                              | Тоні Зієрра                              | США                         |
| Ста Кері Грантом ✪                  | Becoming Cary Grant                     | Марк Кідел                               | США Велика Британія Франція |

## Нагороди

### Офіційна програма
Головний конкурс
| Нагорода                        | Лауреат                                                          | Країна          |
| ------------------------------- | ---------------------------------------------------------------- | --------------- |
| Золота пальмова гілка           | Квадрат, реж. Рубен Естлунд                                      | Швеція          |
| Гран-прі                        | 120 ударів на хвилину, реж. Робен Кампійо                        | Франція         |
| Найкращий режисер               | Софія Коппола за Обдурений                                       | США             |
| Найкращий сценарій              | Йоргос Лантімос та Ефтіміс Філіппоу за Убивство священного оленя | Греція          |
| Найкращий сценарій              | Лінн Ремсі за Тебе ніколи тут не було                            | Велика Британія |
| Найкраща акторка                | Діане Крюгер за На межі                                          | Німеччина       |
| Найкращий актор                 | Хоакін Фенікс за Тебе ніколи тут не було                         | США             |
| Приз журі                       | Нелюбов, реж. Андрій Звягінцев                                   | Росія           |
| Приз до 70-річчя Каннського МКФ | Ніколь Кідман                                                    | Франція         |

Особливий погляд
| Нагорода                                               | Лауреат                            | Країна  |
| ------------------------------------------------------ | ---------------------------------- | ------- |
| Приз «Особливий погляд»                                | Непідкупний, реж. Мохаммад Расулоф | Іран    |
| Приз журі «Особливий погляд»                           | Доньки Абріль, реж. Мішель Франко  | Мексика |
| Приз журі «Особливий погляд» найкращому режисерові     | Тейлор Шерідан за Вітряна ріка     | США     |
| Приз журі «Особливий погляд» за найкращу акторську гру | Жасмін Трінка за Фортуната         | Італія  |
| Нагорода «Поезія кіно»                                 | Барбара, реж. Матьє Амальрік       | Франція |

Сінефондасьйон
| Нагорода    | Лауреат                                 | Країна  |
| ----------- | --------------------------------------- | ------- |
| Перший приз | Поль тут, реж. Валентина Морель         | Бельгія |
| Другий приз | Тварини, реж. Бахман та Бахрам Арк      | Іран    |
| Третій приз | Дві молоді смерті, реж. Томмазо Узберті | Франція |

Золота камера
| Нагорода      | Лауреат                          | Країна |
| ------------- | -------------------------------- | ------ |
| Золота камера | Молода жінка, реж. Леонор Серрай | -      |

Короткометражні фільм
| Нагорода                                        | Лауреат                      | Країна    |
| ----------------------------------------------- | ---------------------------- | --------- |
| Золота пальмова гілка за короткометражний фільм | Ніжна ніч, реж. Цю Янг       | КНР       |
| Спеціальна згадка                               | Стеля, реж. Теппо Айраксінен | Фінляндія |

### Паралельні секції
Міжнародний тиждень критиків
| Нагорода                                                      | Лауреат                                                   | Країна  |
| ------------------------------------------------------------- | --------------------------------------------------------- | ------- |
| Гран-прі Тижня критиків                                       | Макала, реж. Еммануель Гра                                | Франція |
| Приз France 4 Visionary                                       | Габрієль і гора, реж. Фелліпе Гамарано Барбоза            | -       |
| Приз Leica Cine Discovery за найкращий короткометражний фільм | Позбавлений спадщини, реж. Лаура Феррес                   | Іспанія |
| Нагорода Фонду Гана для підтримки дистрибуції                 | Габрієль і гора, реж. Фелліпе Гамарано Барбоза            | -       |
| Премія товариства драматичних авторів і композиторів (SACD)   | Ава, реж. Леа Місіус                                      | Франція |
| Премія Canal+                                                 | Найкрасивіші феєрверки завжди, реж. Александра Терпінська | Польща  |

Двотижневик режисерів
| Нагорода                            | Лауреат                                 | Країна  |
| ----------------------------------- | --------------------------------------- | ------- |
| Нагорода Art Cinema                 | Наїзник, реж. Хлоя Чжао                 | США     |
| Премія SACD                         | Нехай світить сонце, реж. Клер Дені     | Франція |
| Премія SACD                         | Коханець на день, реж. Філіпп Гаррель   | Франція |
| Нагорода Europa Cinemas Label       | Чамбра, реж. Йонас Карпіньяно           | -       |
| Приз Illy за короткометражний фільм | Повернення до Генуї, реж. Бенуа Грімаль | Франція |

### Незалежні нагороди
Приз ФІПРЕССІ
| Нагорода           | Лауреат                                                  | Країна     |
| ------------------ | -------------------------------------------------------- | ---------- |
| Основний конкурс   | 120 ударів на хвилину, реж. Робен Кампійо                | Франція    |
| «Особливий погляд» | Тіснота, реж. Кантемір Балагов                           | Росія      |
| Паралельні секції  | Фабрика нічого, реж. Педро Піньо (Двотижневик режисерів) | Португалія |

Екуменічне журі
| Нагорода               | Лауреат                  | Країна |
| ---------------------- | ------------------------ | ------ |
| Приз екуменічного журі | Сяйво, реж. Наомі Кавасе | -      |

Журі «Золоте око»
| Нагорода          | Лауреат                               | Країна  |
| ----------------- | ------------------------------------- | ------- |
| «Золоте око»      | Обличчя, села, реж. Аньєс Варда та JR | Франція |
| Спеціальна згадка | Макала, реж. Еммануель Гра            | Франція |

Журі Queer Palm
| Нагорода                             | Лауреат                                   | Країна  |
| ------------------------------------ | ----------------------------------------- | ------- |
| Queer Palm                           | 120 ударів на хвилину, реж. Робен Кампійо | Франція |
| Queer Palm за короткометражний фільм | Острови, реж. Янн Гонзалез                | Франція |

Журі «Пальмовий пес»
| Нагорода                    | Лауреат                                                             | Країна                                                              |
| --------------------------- | ------------------------------------------------------------------- | ------------------------------------------------------------------- |
| Пальмовий пес               | Ейнштейн за роль Бруно в Історіях сім'ї Мейровіц                    | США                                                                 |
| Гран-прі журі               | Лупо за Ава                                                         | Франція                                                             |
| Нагорода Palm DogManitarian | Леслі Карон та її 17-річний вихованець собака-рятувальник дог Чі Чі | Леслі Карон та її 17-річний вихованець собака-рятувальник дог Чі Чі |

Приз Франсуа Шале
| Нагорода          | Лауреат                                   | Країна  |
| ----------------- | ----------------------------------------- | ------- |
| Приз Франсуа Шале | 120 ударів на хвилину, реж. Робен Кампійо | Франція |

Приз «Вулкан» за технічну майстерність
| Нагорода      | Лауреат                                          | Країна |
| ------------- | ------------------------------------------------ | ------ |
| Приз «Вулкан» | Джозефін Асберг за Квадрат (декорації до фільму) | Швеція |

Приз за найкращий саундтрек
| Нагорода                | Лауреат                             | Країна |
| ----------------------- | ----------------------------------- | ------ |
| Cannes Soundtrack Award | Oneohtrix Point Never за Гарні часи | США    |

### Спеціальні нагороди
| Нагорода                      | Лауреат                          | Країна    |
| ----------------------------- | -------------------------------- | --------- |
| Почесна Золота пальмова гілка | Джеффрі Катценберг               | США       |
| Трофей Шопар                  | Аня Тейлор-Джой та Джордж Маккей | /         |
| Премія «Золота карета»        | Вернер Герцог                    | Німеччина |